# Voxel

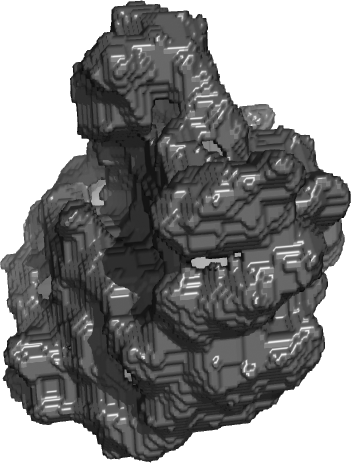
voxely reprezentující „povrch“ makromolekuly

Voxel je ve své podstatě 3D pixel. Slovo „Voxel“ se skládá z anglických termínů „volumetric“ a „element“, v překladu objemový prvek. Stejně jako pixel je perfektní čtverec, voxel je perfektní krychle. Je to nejmenší rozlišitelná část 3D obrazu.

## Vlastnosti voxelu
Voxely jsou používány v 3D modelech. Nachází se na trojrozměrné mřížce – každý voxel má X, Y, a Z souřadnici, která určuje jeho konkrétní polohu. Všechny voxely v jednom modelu mají stejnou velikost. Stejně jako pixely, nemají ale žádnou fyzickou velikost ani rozměry. Mřížka může například nabývat rozměrů 128x128x128, 256x256x256 nebo 512x512x512. Každý voxel má také přiřazenou hodnotu barvy. Shluky voxelů vytváří gradient, který vytváří iluzi obrazu. Čím vyšší hustota voxelů (rozlišení), tím realističtější obraz. Modelování s voxely je skvělá technika pro replikování reality. Voxely jsou nejpřesnějším stavebním prvkem v modelování, protože napodobují částice (atomy, molekuly).

## Využití
Voxely mají mnoho využití a díky rychle se vyvíjejícím technologiím využití stále nabývají. V současnosti se často používají k vizualizaci a analýze prostorových dat v různých vědeckých disciplínách.

### Simulace a Počítačové hry
Známým využitím je zobrazení terénů, prostředí, postav, i objektů v simulacích a počítačových hrách. Mezi nejznámější příklady voxel-based herních světů patří Minecraft, Trove, nebo Cube World.

### Medicína
Využívají se také například v zobrazovacích metodách v medicíně, například ve výpočetní tomografii (CT), či MRI. Pomáhají lékařům vizualizovat anatomické struktury a patologické změny.

### Geografické informační systémy
Voxely mohou také pomoct v analýze a vizualizaci geografických dat – terénů, topografických map a jiných prostorových informací.

### Voxel art
Velice populární je také „voxel art“ – forma digitálního umění využívající voxely. To se vytváří ve specializovaných softwarech. Mezi nejznámější voxel editory patří:
- MagicaVoxel – Bezplatný 8bitový voxelový editor a interaktivní vykreslovač trasování cest. Ideální pro začátečníky, kteří chtějí vytvářet jednodušší modely.
- Mega Voxels – Bezplatná platforma pro vytváření voxelové grafiky na mobilech a tabletech. Pyšní se okamžitým vykreslováním a používá metodu zastínění okolím (ambient occlusion).
- Qubicle – Profesionální voxelový editor používaný většinou herních vývojářů a 3D modelářů. Vyznačuje se intuitivním a snadno použivatelným uživatelským rozhraním.

## Renderování
Současný hardware není optimalizován pro vykreslování voxelů nýbrž polygonů. Proto může renderování voxelových modelů s vysokým rozlišením hardware značně zatížit.

### Ray Casting
Metoda renderování využívá geometrický algoritmus Ray Tracingu (sledování paprsků). Umožňuje vytváření dynamických 3D scén na 2D mapě. Využíval se zejména když počítačový hardware byl ještě pomalejší a nezvládal zobrazit reálnou 3D scénu. Tato metoda analyzuje světelné paprsky a jejich interakce s objekty ve scéně (voxelovými daty) a určuje tím jak bude paprsek zobrazen a vypočítává barvu a osvětlení každého jednotlivého voxelu.

### Marching cubes
Algoritmus, který dělí voxelová data na geometrické elementy a vykresluje je pomocí geometrických tvarů, trojúhelníků a jiných polygonů. Tato metoda analyzuje hustotu voxelů a identifikuje přechody mezi hodnotami voxelů a vytváří geometrické plochy, které odpovídají těmto přechodům.

### Sparse Voxel Octree
Metoda, která využívá hierarchické, „stromové“ datové struktury oktomy k efektivnímu ukládání a vykreslování voxelových dat. Scéna je rozdělena do stromů s faktorem větvení 8, kde každý uzel reprezentuje voxel.